# Freeport (Maine)
Freeport es un pueblo ubicado en el condado de Cumberland en el estado estadounidense de Maine. En el Censo de 2010 tenía una población de 7.879 habitantes y una densidad poblacional de 65,47 personas por km².

## Geografía

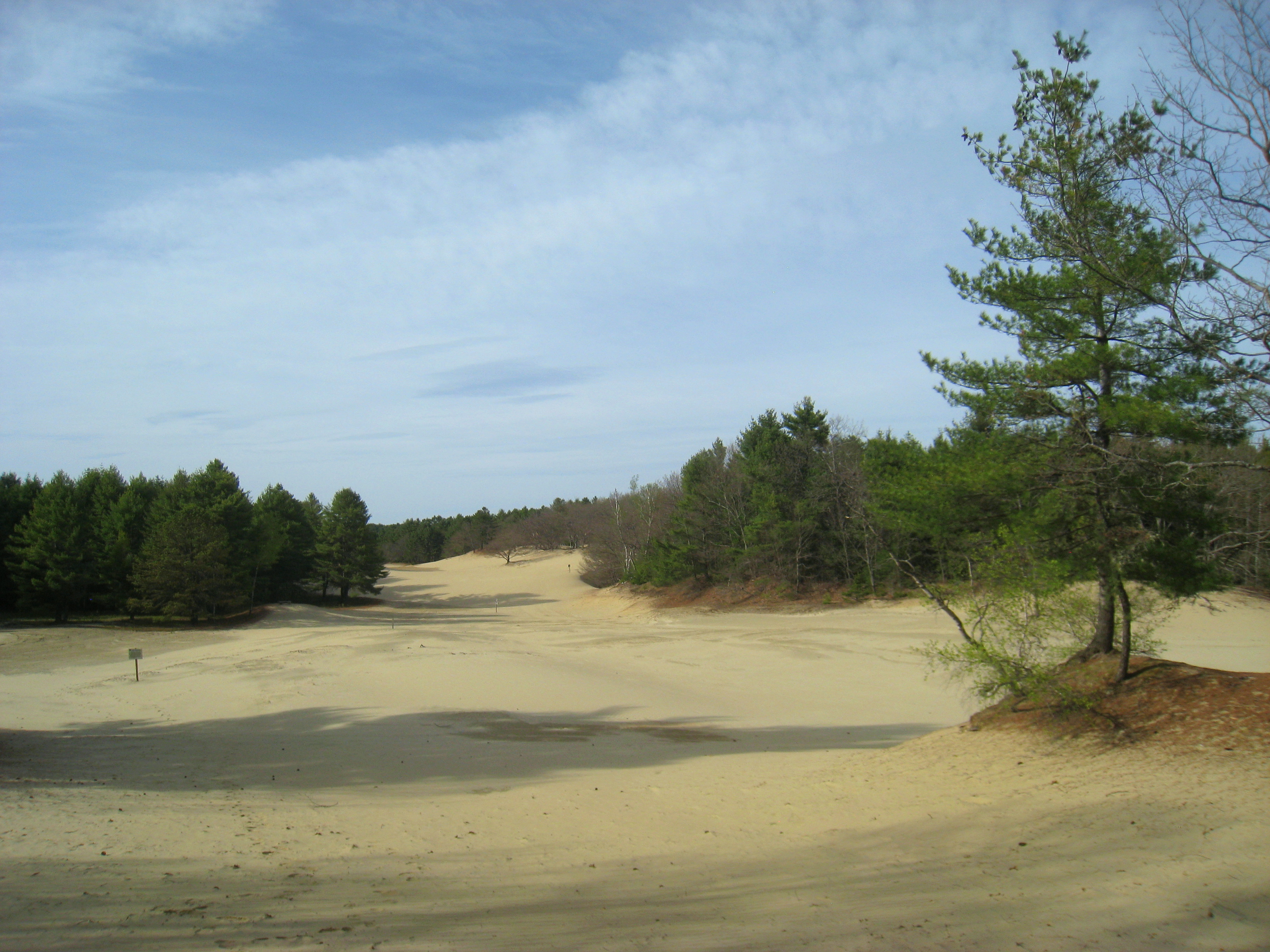
Desertización local.

Freeport se encuentra ubicado en las coordenadas 43°50′37″N 70°5′30″O / 43.84361, -70.09167. Según la Oficina del Censo de los Estados Unidos, Freeport tiene una superficie total de 120.35 km², de la cual 89.88 km² corresponden a tierra firme y (25.32%) 30.47 km² es agua.

## Demografía
Según el censo de 2010, había 7.879 personas residiendo en Freeport. La densidad de población era de 65,47 hab./km². De los 7.879 habitantes, Freeport estaba compuesto por el 95.2% blancos, el 0.57% eran afroamericanos, el 0.36% eran amerindios, el 2.26% eran asiáticos, el 0.01% eran isleños del Pacífico, el 0.24% eran de otras razas y el 1.36% pertenecían a dos o más razas. Del total de la población el 1.05% eran hispanos o latinos de cualquier raza.